# Zoo Tycoon 2: Extinct Animals
Zoo Tycoon 2: Extinct Animals, abreviado EA o ZT2:EA, es la cuarta expansión de Zoo Tycoon 2, lanzada el 26 de octubre de 2007.  La expansión trae consigo más de 30 nuevos animales extintos (dando nombre al título), convirtiéndola en la expansión más grande de todas, entre ellos el Felino dientes de sable, el Dodo y el Tyrannosaurus rex. Este paquete de expansión incluye todo el contenido de Zoo Tycoon 2: Dino Danger Pack.

## Animales
Algo interesante es que cada miércoles desde hace unas semanas, empleados de Blue Fang Games, ponen en la más famosa comunidad de fanes de ZT2, Zoo Admin, dos fotos de animales que salen en la expansión. Los animales ya han sido confirmados en el sitio oficial, son un total de 35 con el Quagga, ya confirmado, aparece en el Kit para Fansities de Extinct Animals, y la demo del juego aparece la manera en como desbloquearlo, liberando 34 especies extintas en la naturaleza, se puede desbloquear, e incluso existe un "Pingüino asesino", un animal apenas demostrado.

## Otros animales
En la demo se confirma la existencia de otros animales, como la rana gigante, lo obtienes al tener una calificación menor a 50 en el minijuego de reconstrucción de animales, así como una mariposa monarca gigante, una ardilla gigante, y una liebre del cabo gigante, ficticios y son una versión agrandada del mismo pingüino asesino, este último aparece en el juego como un fallo del Laboratorio de Investigación Genética, ficticio y es una referencia a Zoo Tycoon, los pingüinos de este juego podían matar a cualquier herbívoro, pero este pingüino puede matar a cualquier animal. También esta el Quagga (Equus quagga quagga) que se lo desbloquea al desbloquear un animal de cada especie extinguida, su ambiente es la sabana.
- El Pingüino Asesino es representado como un ficticio pingüino de penacho amarillo (Eudyptes chrysocome) de la talla de un hombre, con dientes cortantes, penachos rígidos y ojos brillantes rojos y puede matar a todos los animales del juego.